# Syngonorthus subpunctatus
Syngonorthus subpunctatus är en fjärilsart som beskrevs av Butler 1892. Syngonorthus subpunctatus ingår i släktet Syngonorthus och familjen mätare. Inga underarter finns listade i Catalogue of Life.